# Бигуден

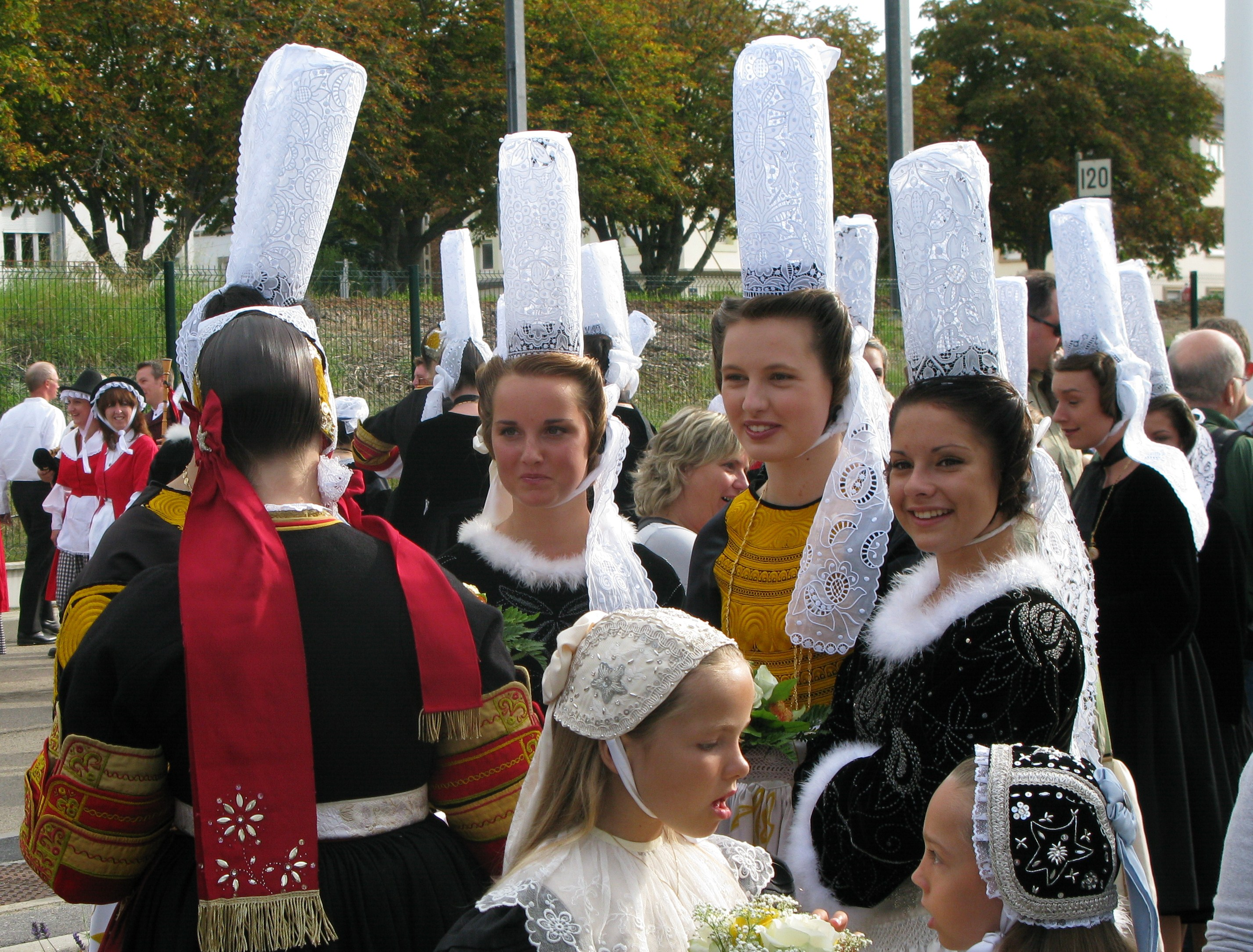
Традиционный женский головной убор Бигуден

Бигу́ден (фр. Bigouden, брет. Vigoudenn произносится [vi'gudn]) — традиционный женский головной убор в одноимённой местности на юго-западе области Бретань во Франции.

## История
Изначально этот женский головной убор представлял собой высокий чепец, который покрывал только макушку головы, а в основании был закреплен вытянутый треугольной кусок ткани. Он был покрыт вышитыми узорами цветов. К 1900 году этот головной убор приобрел форму высокой сахарной головы. В начале двадцатого века чепец стал еще выше: он достигал 15-20 сантиметров в конце 1920-х. К 2000 году его длина достигла 30-35 сантиметров при ширине в основании 12-14 сантиметров. 

## Отражение в искусстве
Статуя работы Рене Квилливика Бигуден в Пор-Пулане изображает женщину в этом головном уборе.
Выпускаются серии открыток с фотографиями и рисунками на тему женщин в бигудене.